# Kaple Panny Marie Vranovské (Vyškov)
Kaple Panny Marie Vranovské je kaple stojící v místní části města Vyškov v Nosálovicích. Stavba byla započata roku 1905 a slavnostního vysvěcení se dočkala v roce 1907. První oprava kaple byla provedena roku 1968.
Zasvěcena je Panně Marii Vranovské jejíž soška stojí na zdejším oltáři. Dříve tato soška stávala ve farním vyškovském kostele odkud ji obyvatelé Nosálovic každoročně nosili na pouť do Vranova u Brna. Stavba kostela je jednolodní s půlkruhovým kněžištěm a čtyřbokou věží.